# Denkanikottai
Denkanikottai (o Denkanikotta, Denkanikoitah) è una suddivisione dell'India, classificata come town panchayat, di 19.331 abitanti, situata nel distretto di Krishnagiri, nello stato federato del Tamil Nadu. In base al numero di abitanti la città rientra nella classe IV (da 10.000 a 19.999 persone).

## Geografia fisica
La città è situata a 12° 31' 60 N e 77° 47' 60 E e ha un'altitudine di 871 m s.l.m..

## Società

### Evoluzione demografica
Al censimento del 2001 la popolazione di Denkanikottai assommava a 19.331 persone, delle quali 9.959 maschi e 9.372 femmine. I bambini di età inferiore o uguale ai sei anni assommavano a 2.709, dei quali 1.360 maschi e 1.349 femmine. Infine, coloro che erano in grado di saper almeno leggere e scrivere erano 12.245, dei quali 6.928 maschi e 5.317 femmine.